# ليوناردو لوبيز
ليوناردو لوبيز (30 نوفمبر 1998 بلشبونة في البرتغال - ) هو لاعب كرة قدم برتغالي في مركز الوسط. لعب مع نادي بيتربورو يونايتد وويغان أتلتيك.

## وصلات خارجية
- ليوناردو لوبيز على موقع قاعدة بيانات كرة القدم.إي يو (الإنجليزية)
- ليوناردو لوبيز على موقع Soccerbase.com (لاعب) (الإنجليزية)
- ليوناردو لوبيز على موقع Soccerway.com (الإنجليزية)